# Vie ou Mort
Pour plus de détails, voir Fiche technique et Distribution.
Vie ou Mort (حياة أو موت, Hayat ou maut) est un film égyptien réalisé par Kamal El-Shaikh, sorti en 1955.

## Synopsis
Un homme victime d'une attaque cardiaque envoie sa fille chercher ses médicaments à la pharmacie. Le pharmacien se rend compte d'une erreur dans le traitement et doit intervenir au plus vite pour empêcher une catastrophe.

## Fiche technique
- Titre : Vie ou Mort
- Titre original : Hayat ou maut
- Réalisation : Kamal El-Shaikh
- Pays :  Égypte
- Genre : Drame et thriller
- Durée : 75 minutes
- Dates de sortie : 
  -  France : 1955 (Festival de Cannes)

## Distribution
- Rushdi Abazah : l'officier de police
- Imad Hamdi : Ahmad Ibrahim
- Husain Reyadh : le pharmacien
- Yusuf Wahbi : le chef de la police
- Madihah Yusri : la femme d'Ahmad

## Distinctions
Le film a été présenté en sélection officielle en compétition au Festival de Cannes 1955.